# إلفيس بينيا
إلفيس بينيا (بالإنجليزية: Elvis Peña)‏ هو لاعب كرة قاعدة دومينيكاوي، ولد في 15 أغسطس 1974 في سان بيدرو دي ماكوريس في جمهورية الدومينيكان.

## وصلات خارجية
- إلفيس بينيا على موقعبيزبول رفرنس.كوم (الدوري الرئيسي) (الإنجليزية)
- إلفيس بينيا على موقعبيزبول رفرنس.كوم (الدوري الثانوي) (الإنجليزية)